# Castaniu
Culoarea castanie (latină castaneus) este o culoare brun-roșcată asemănătoare cu culoarea cojii castanei  (fructul castanului). Culoarea maro (brun-roșcat-închisă, culoarea castanei coapte) și culoarea cafenie a cafelei măcinate sunt considerate adesea sinonime cu culoarea castanie în dicționarele române. Culoarea șaten a părului este identică cu culoarea castanie.

## Note

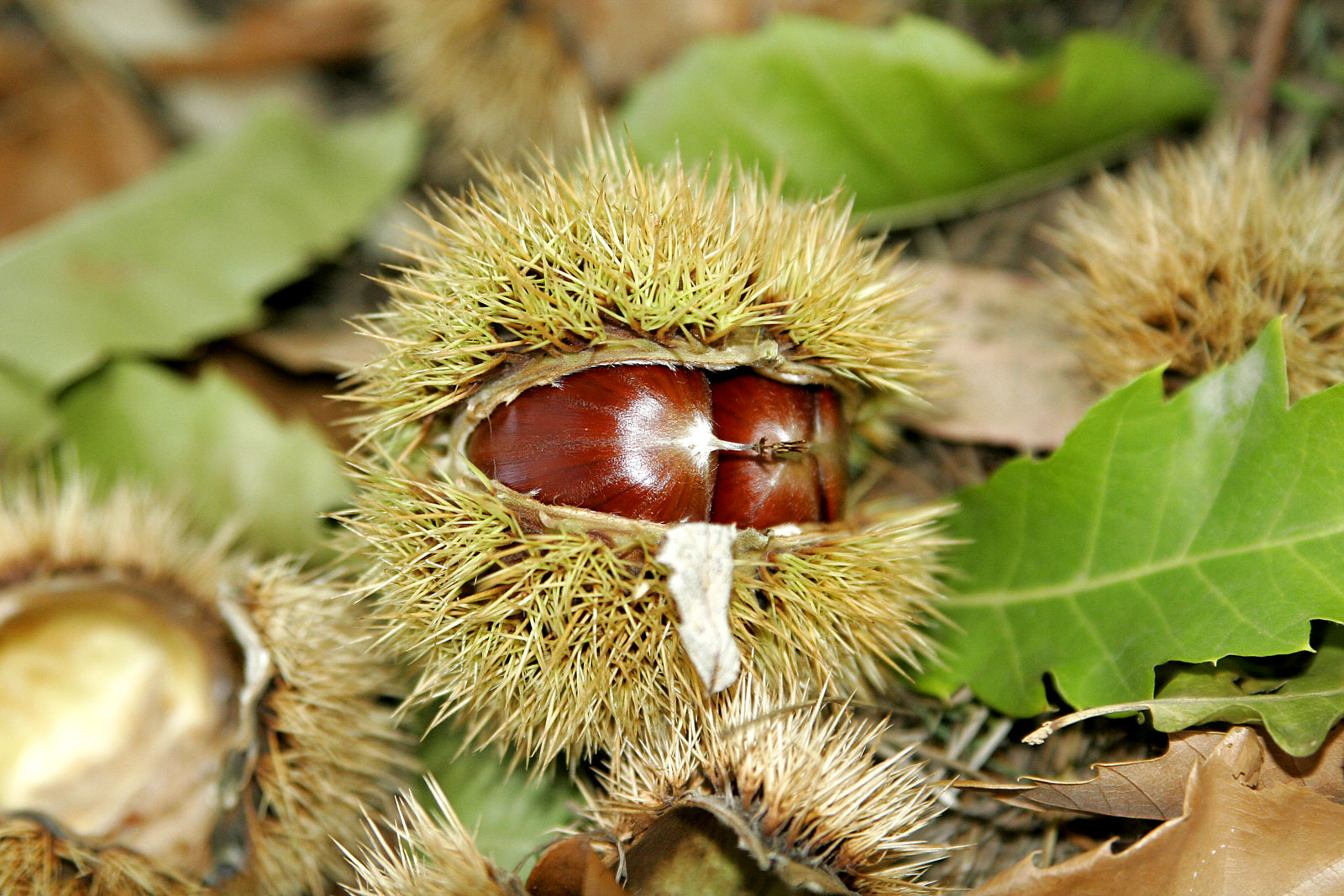
Culoarea castanie a castanei (fructul castanului) (Castanea sativa)
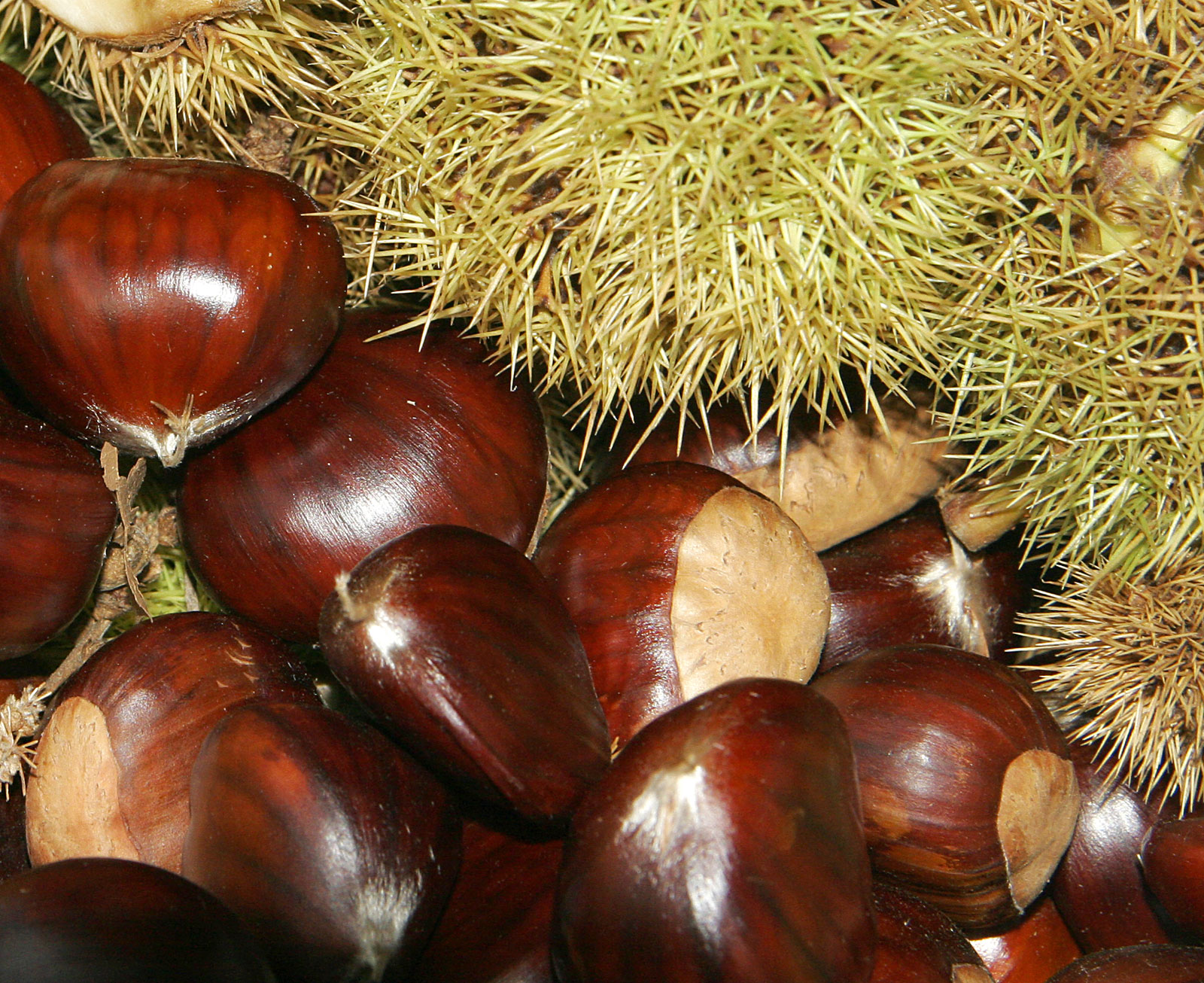
Culoarea castanie a castanei
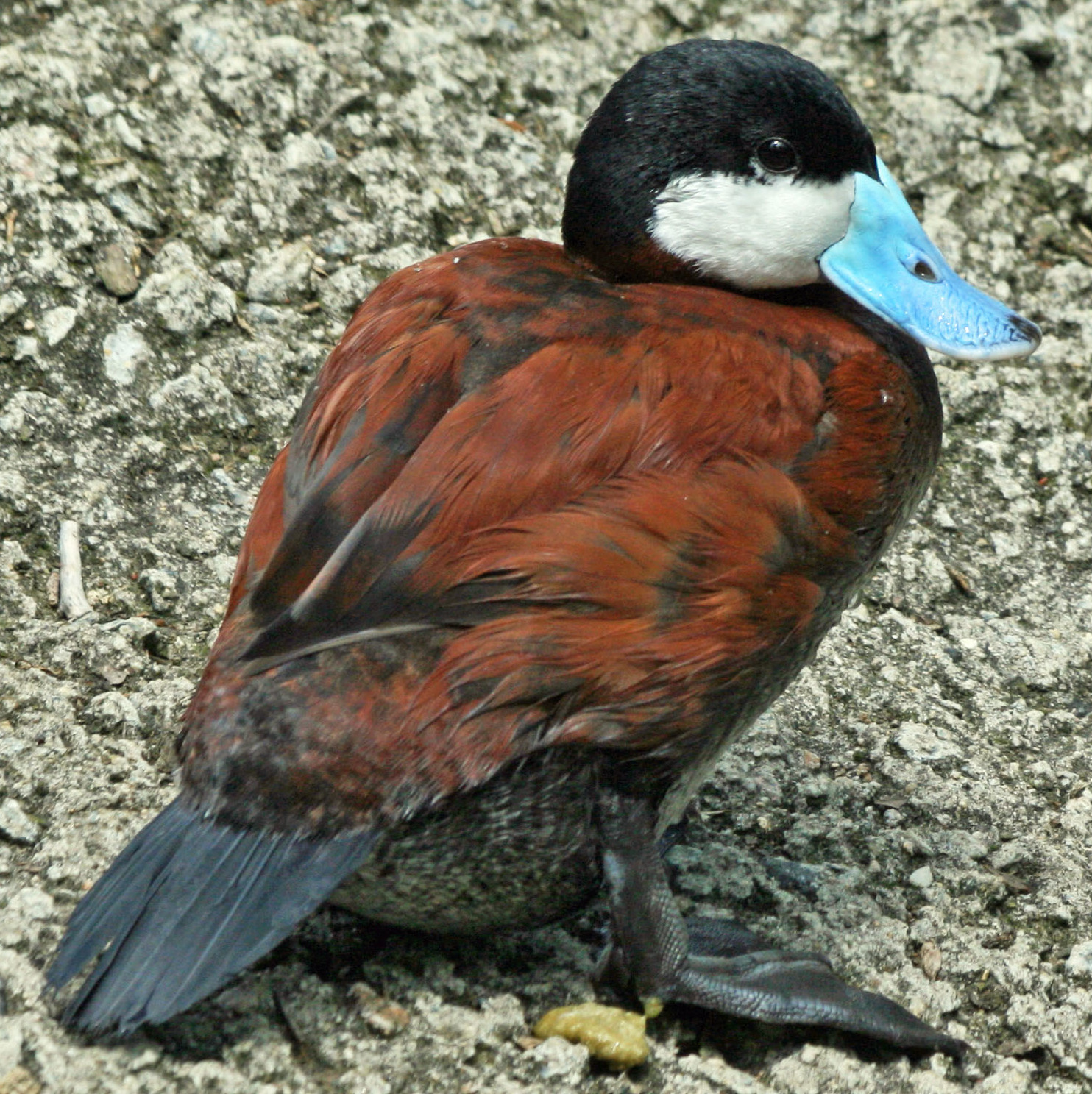
Raţa jamaicană (Oxyura jamaicensis) primăvara are penajul castaniu
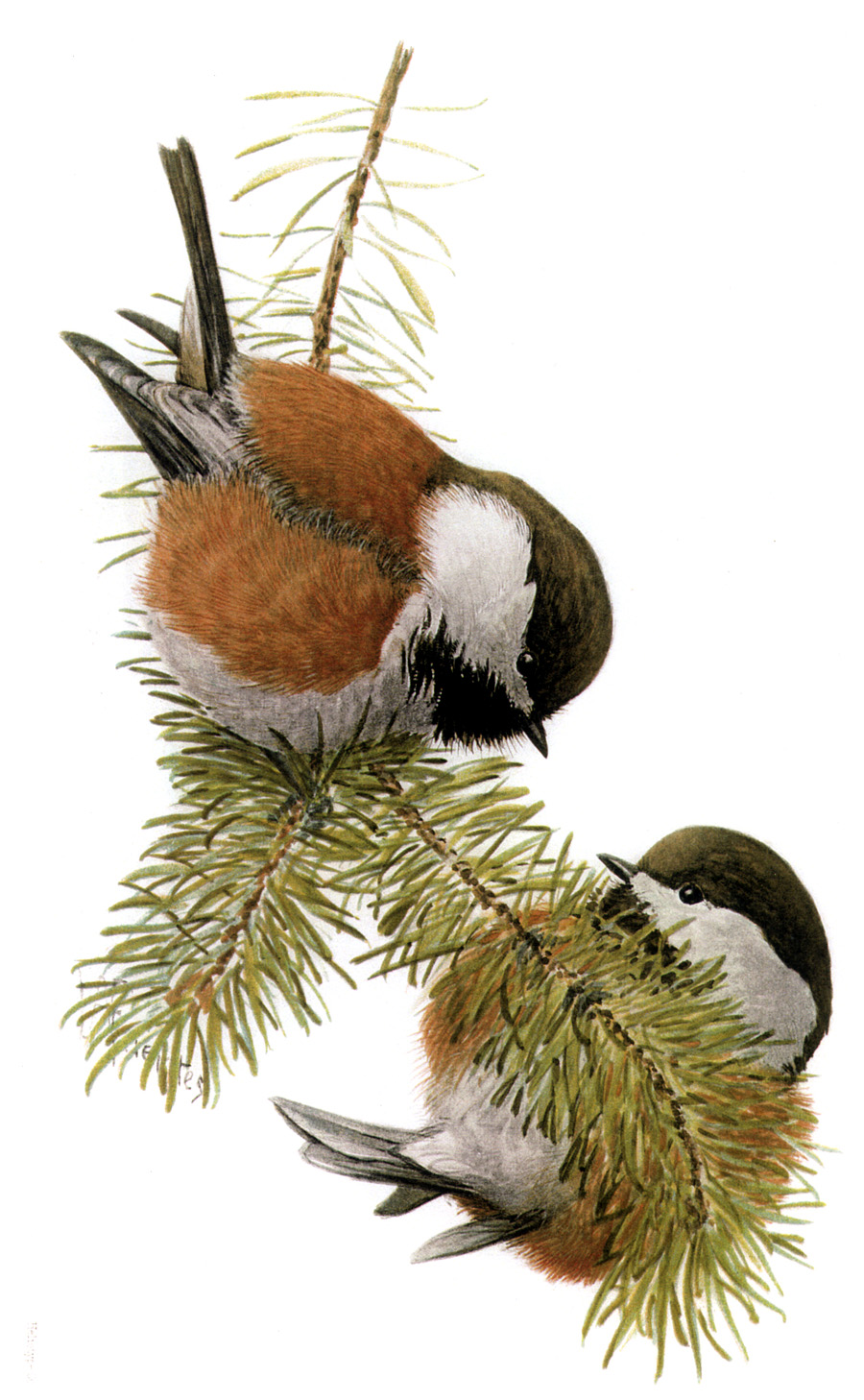
Piţigoi cu spatele castaniu (Poecile rufescens)
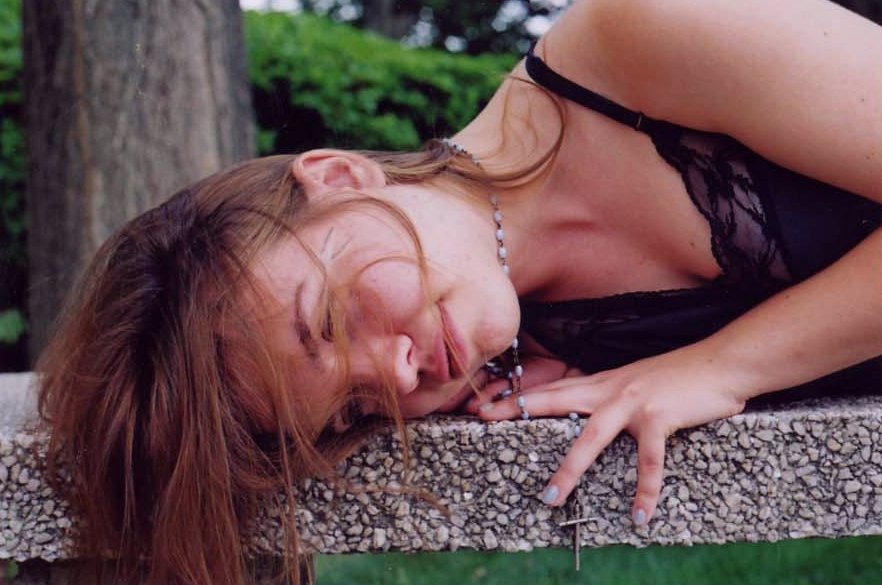
O femeie tânără cu păr șaten